# Hatim Essaouabi
Hatim Essaouabi (en arabe : حاتم الصوابي), né le 13 décembre 2000 à Rabat au Maroc, est un footballeur marocain qui joue au poste de défenseur à La Gantoise.

## Biographie

### En club

#### Formation à l'AS FAR
Hatim Essaouabi naît à Rabat et intègre jeune le centre de formation de l'AS FAR. Durant sa formation à l'AS FAR, il est prêté pendant six mois au Tihad Athletic Sport.
Le 28 juillet 2021, il dispute son premier match en championnat contre le Wydad AC en remplaçant Brahim Dahmoun à la 55e minute (défaite, 2-0). Plus tard dans la saison, le 27 février, il reçoit sa première titularisation contre le DH El Jadida (victoire, 3-1).
Durant la saison 2022-2023, il remporte la Botola Pro en ayant disputé 28 matchs de championnat.
Lors de la saison 2023-2024, il inscrit son premier but professionnel et offre la victoire à son équipe à l'occasion d'un match de championnat contre l'IR Tanger (victoire, 1-0). Durant cette même saison, il est vice-champion du Maroc derrière le Raja Club Athletic.

#### KAA La Gantoise
Le 24 juillet 2025, il s'engage pour quatre saisons au KAA La Gantoise pour un montant de 1,2 millions d'euros,.

### Carrière internationale
Ayant rejoint la tanière de l'équipe du Maroc des moins de 20 ans, il reçoit une convocation de Tarik Sektioui avec l'équipe du Maroc olympique dans une liste contenant uniquement des joueurs locaux. Le 17 novembre 2024, il dispute un match amical complet contre la Côte d'Ivoire, titularisé en défense centrale à côté d'Adil Tahif (match nul, 0-0).

## Style de jeu
Essaouabi est décrit par l'entraîneur Ivan Leko comme étant « un défenseur doté de solides qualités physiques, rapide, bien placé, combatif et possédant un bon jeu de tête. »

## Palmarès

### En club
AS FAR
- Botola Pro :
  - Champion : 2023.
  - Vice-champion : 2024.